# Либман, Генрих
Генрих Либман (нем. Karl Otto Heinrich Liebmann; 22 октября 1874, Страсбург — 12 июня 1939, Мюнхен) — немецкий математик, специалист по дифференциальной и неевклидовой геометрии.

## Биография
Генрих Либман был сыном профессора философии Отто Либмана (1840—1912), работавшего в Йене.
С 1892 по 1897 год учился в университетах Лейпцига, Йены и Гёттингена.
В 1895 году получил докторскую степень в университете Йены.
Научным руководителем был Тома.
В 1897 году занял должность ассистента в университете Гёттингена, а в 1898 году — в университете Лейпцига, где он прошёл хабилитацию в 1899 году.
В 1905 году стал адъюнкт-профессором в университете Лейпцига.
В 1910 году стал адъюнкт-профессором Мюнхенского технического университета, а в 1915 году — профессором там же.
В 1920 году Либман стал преемником Штакеля в качестве профессора Гейдельбергского университета, где он был ректором в 1926 году и деканом факультета математики и естественных наук в 1923/1924 и 1928/1929 годах.
В 1935 году он подвергся политическому давлению со стороны нацистов, вынуждавших его к выходу на пенсию (Либман был протестантом, но имел еврейских предков).
На своём факультете он и его коллега Розенталь подверглись бойкоту.
Последние годы Либмана прошли в Мюнхене.
Он был дважды женат и имел четырёх детей.

## Научная деятельность
Основные работы Либмана относятся к дифференциальной и неевклидовой геометрии. Например, в геометрии Лобачевского он предложил способ построения треугольника по трём его углам с помощью циркуля и линейки. В дифференциальной геометрии он доказал, что выпуклая замкнутая аналитическая поверхность неизгибаема (это составило хабилитационную работу), доказал, что сфера является единственной компактной связной поверхностью постоянной гауссовой кривизны в трёхмерном евклидовом пространстве и доказал, что если на сфере вырезать сколь угодно малую дырку, то оставшаяся часть будет изгибаемой. Перевёл труды Лобачевского на немецкий язык. Был членом Саксонской, Баварской и Гейдельбергской академий наук.